# Pays-de-Clerval
Pays-de-Clerval é uma comuna francesa na região administrativa da Borgonha-Franco-Condado, no departamento de Doubs. Estende-se por uma área de 22.55 km². Em 2010 a comuna tinha 1 221 habitantes (densidade: 54,1 hab./km²).
Foi criada em 1 de janeiro de 2017, a partir da fusão das antigas comunas de Clerval (sede da comuna) e Santoche. Em 1 de janeiro de 2019, a antiga comuna de Chaux-lès-Clerval também foi incorporada.